# Gubernia gruzińsko-imeretyńska
Gubernia gruzińsko-imeretyńska (ros. Грузи́но-Имерети́нская губе́рния) – jednostka administracyjna Cesarstwa Rosyjskiego istniejąca w latach 1840–1846 na ziemiach dzisiejszej Gruzji, Armenii i Azerbejdżanu.
Gubernia gruzińsko-imeretyńska została utworzona 1 stycznia 1841 mocą ukazu cara Mikołaja I z 10 kwietnia 1840 zatytułowanego Учреждение для управления Закавказским краем („Instrument zarządu krajem zakaukaskim”). W jej skład weszły dotychczasowe obwody armeński i imeretyński oraz gubernia gruzińska. W dacie utworzenia gubernia gruzińsko-imeretyńska dzieliła się na osiem powiatów (ujezdów): achalcychski, biełokański, gurijski, gorijski, jelizawietpolski, kutaiski, telawski i erywański. W 1844 powiat biełokański został wyłączony ze składu guberni i wydzielony w samodzielny okręg dżaro-biełokański.
Ukazem z 14 grudnia 1846 Mikołaj I wprowadził na Kaukazie Południowym reformę administracyjną, w której gubernia gruzińsko-imeretyńska została zniesiona, a całe rosyjskie Zakaukazie zostało podzielone na gubernie tyfliską, kutaiską, szemachińską i derbencką.